# Schizodon corti
Schizodon corti es una especie de peces de la familia Anostomidae en el orden de los Characiformes.

## Morfología
Los machos pueden llegar alcanzar los 40 cm de longitud  total.
- Número de  vértebras: 40-41.[1][2]

## Alimentación
Se alimenta de  hojas frescas y  hierbas. 

## Hábitat
Es un pez de agua dulce y de clima tropical.  

## Distribución geográfica
Se encuentran en Sudamérica: ríos de la  cuenca del lago Maracaibo.